# Kissing You
„Kissing You” – trzeci singel południowokoreańskiej grupy Girls’ Generation, wydany 13 stycznia 2008 roku. Utwór promował pierwszy album zespołu – Girls’ Generation.
Wydany na początku 2008 roku stał się hitem numer jeden w programach The Music Trend stacji SBS oraz M! Countdown stacji Mnet. Piosenka została również „Piosenką Miesiąca” w lutym 2008 roku w programie Music Bank stacji KBS.
W styczniu 2008 roku ogłoszono możliwość przesyłania własnych remiksów utworu „Kissing You” na stronę internetową z możliwością ich oficjalnego wydania. Cztery wybrane remiksy zostały następnie wydane cyfrowo 11 marca 2008 roku w singlu Kissing You – Rhythmer Remix Vol.1. Remiks zwycięzcy konkursu, „Skool Rock Remix”, znalazł się na reedycji pierwszego albumu – Baby Baby.

## lista utworów
Digital download
| Nr | Tytuł         | Słowa         | Muzyka        | Czas |
| -- | ------------- | ------------- | ------------- | ---- |
| 1. | "Kissing You" | Lee Jae-myung | Lee Jae-myung | 3:18 |

Kissing You – Rhythmer Remix Vol.1
| Nr | Tytuł                              | Autor          | Czas |
| -- | ---------------------------------- | -------------- | ---- |
| 1. | "Kissing You" (Skool Rock Remix)   | Jeong Gu-hyeon | 3:06 |
| 2. | "Kissing You" (House Remix)        | Ki Hyun-seok   | 2:58 |
| 3. | "Kissing You" (Groovy Candy Remix) | Philtre        | 2:57 |
| 4. | "Kissing You" (Funk Remix)         | Shoon          | 3:21 |

## Nagrody i nominacje
- 2008, Mnet Asian Music Awards:
  - „Best Female Group” – Nominacja[6]
  - „Best Dance Performance” – Nominacja[7]
- 2008, Mnet 20's Choice Awards:
  - „Hot Sweet Music” – Wygrana[8]
  - „Hot Online Song” – Nominacja